# Danh sách câu lạc bộ bóng đá ở Madagascar
Đây là danh sách không đầy đủ các câu lạc bộ bóng đá ở Madagascar.
Về danh sách đầy đủ, xem Thể loại:Câu lạc bộ bóng đá Madagascar

## A
- Academie Ny Antsika
- AS Adema
- Ajesaia
- AS Fortior

## C
- CNaPS Sport

## F
- FC Ihosy
- Fitarikandro

## J
- Japan Actuel's FC

## S
- SO l'Emyrne
- Sistema

## T
- Tana FC Formation
- TCO Boeny

## U
- USCA Foot
- USJF Ravinala